# Republika Austriacka
Republika Austriacka (niem. Republik Österreich) – państwo na terenie obecnej Austrii, które istniało od 21 października 1919 roku do 12 lutego 1934 roku.
Republika istniała od ratyfikacji przez austriacki parlament traktatu z Saint Germain, który wymusił zmianę dotychczasowej nazwy (Republika Niemieckiej Austrii), doprowadził do istotnej korekty granic oraz zabronił podejmowania prób zjednoczenia z Niemcami.
Jej schyłkiem było przejęcie władzy przez kanclerza Engelberta Dollfußa w 1932 roku, który w rok później rozwiązał parlament i rozpoczął rządy za pomocą dekretów. Dollfuß zbliżył się w swojej polityce do Mussoliniego, broniąc Austrii przed ekspansją III Rzeszy. 12 lutego 1934 roku zmieniono nazwę na Federalne Państwo Austriackie. Pół roku później, 25 lipca 1934, Dollfuß został zamordowany w zamachu zorganizowanym przez austriackich nazistów.

## Wyniki wyborów
|  |